# Too Late
Too Late (с англ. — «Слишком Поздно») — песня американской рок-группы The Cars, второй трек с альбома Move Like This.

## О песне
Песня была написана и спета вокалистом, ритм-гитаристом и автором песен Риком Окасеком. Продюсером выступили сами The Cars, это одна из пяти песен с альбома, спродюсированных группой.
Писатель allmusic Стивен Томас Эрлевайн назвал песню «первоклассной поп-композицией» в своём обзоре альбома Move Like This.
Название альбома Move Like This было взято из текста этой песни.

## Участники записи
- Рик Окасек — ведущий и бэк-вокал, гитары, клавишные
- Эллиот Истон — гитары, бэк-вокал
- Грег Хоукс — клавишные, гитары, бас-гитара, бэк-вокал
- Дэвид Робинсон — ударные, перкуссия, бэк-вокал